# Jens Köppen
Jens Köppen (Kyritz, 6 januari 1966) is een Oost-Duits / Duits voormalig roeier. Köppen maakte zijn debuut met een zilveren medaille tijdens de wereldkampioenschappen roeien 1985 in de dubbel-vier. Een jaar later werd Köppen wereldkampioen in de dubbel-vier. Tijdens de Olympische Zomerspelen 1988 behaalde Köppen de bronzen medaille in de dubbel-vier. Vier jaar later kwam Köppen uit voor het verenigde Duitsland en behaalde een achtste plaats in de dubbel-twee tijdens de Olympische Zomerspelen 1992.
Zijn vrouw Kathrin Boron won vier olympische gouden medaille.

## Resultaten
- Wereldkampioenschappen roeien 1985 in Hazewinkel  in de dubbel-vier
- Wereldkampioenschappen roeien 1986 in Nottingham  in de dubbel-vier
- Wereldkampioenschappen roeien 1987 in Kopenhagen 4e in de dubbel-vier
- Olympische Zomerspelen 1988 in Seoel  in de dubbel-vier
- Wereldkampioenschappen roeien 1989 in Bled 4e in de dubbel-vier
- Olympische Zomerspelen 1992 in Barcelona 8e in de dubbel-twee